# White Eagle

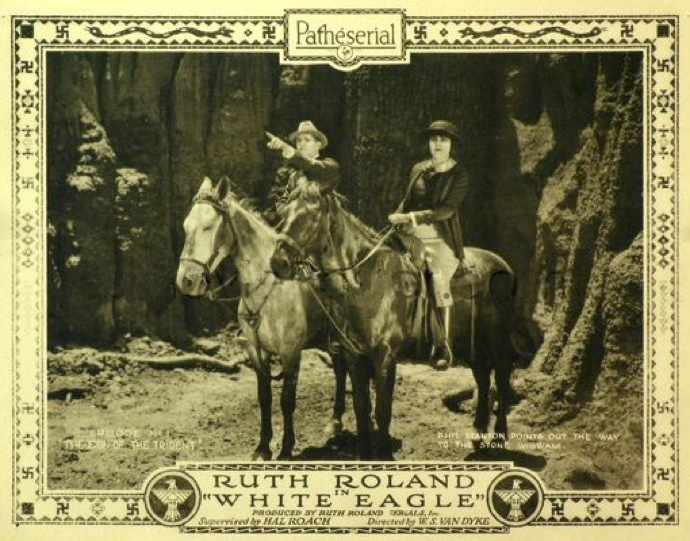
Cena de White Eagle

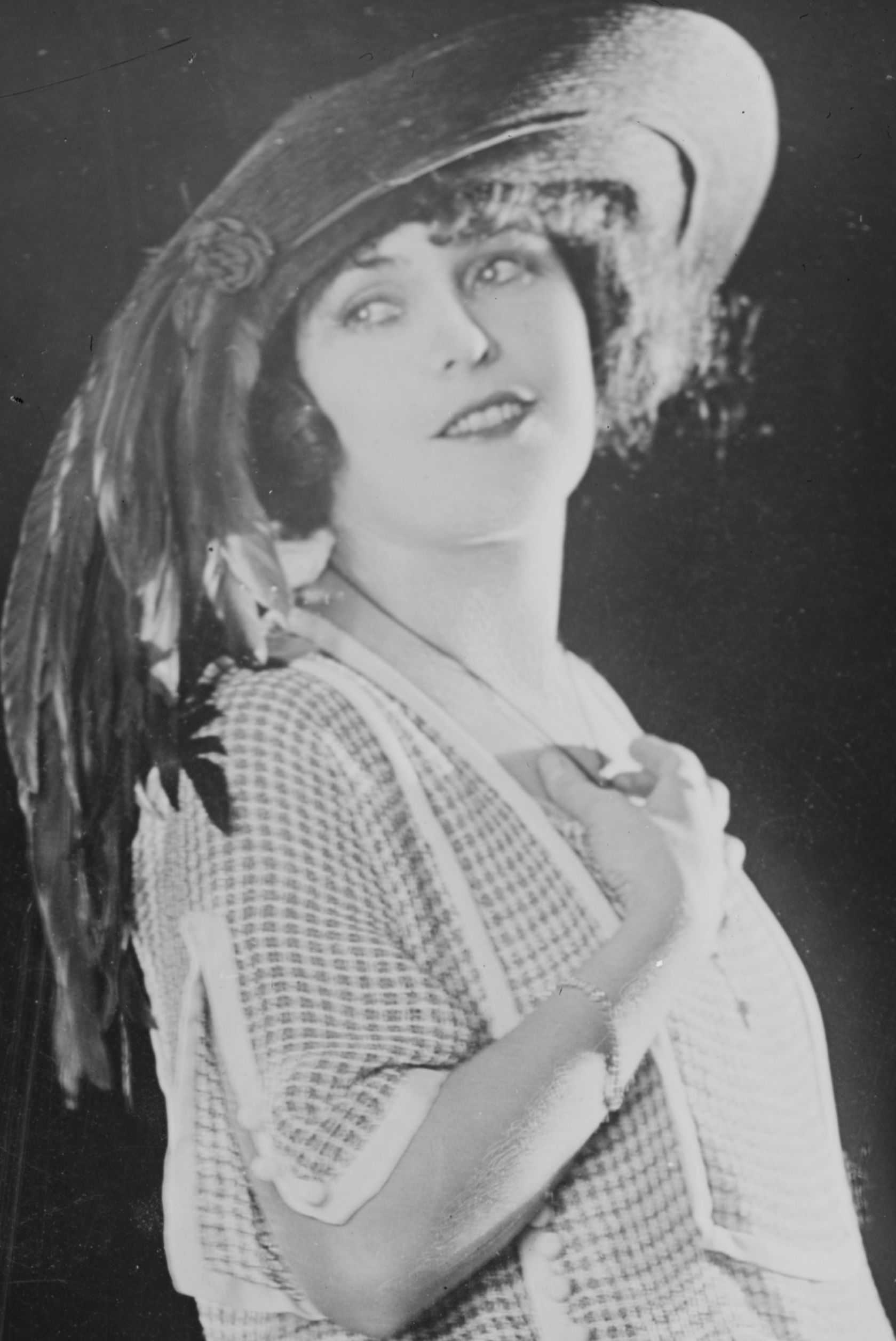
Ruth Roland, protagonista do seriado.

White Eagle (bra: A Águia Branca) é um seriado estadunidense de 1922, gênero western, em 15 capítulos, dirigido por Fred Jackman e W. S. Van Dyke e estrelado por Ruth Roland e Earl Metcalfe. Foi produzido por Ruth Roland Serials e Hal Roach Studios, distribuído pela Pathé Exchange, e foi veiculado nos cinemas estadunidenses entre 1 de janeiro e 9 de abril de 1922.
Este seriado é considerado perdido.

## Elenco
- Ruth Roland … Ruth Randolph
- Earl Metcalfe … Phil Stanton
- Harry Girard … Jim Loomis
- Virginia Ainsworth … Julia Wells
- Otto Lederer … Gray Wolf
- Bud Osborne … Standing Bear
- Frank Lackteen … Crouching More
- Gertrude Douglas … Moonlight
- Louise Emmons … Stone Ear
- Frank Valrose … Feather Foot
- Chick Morrison … Bill Henley
- Anita Nara

## Produção
White Eagle é uma refilmagem do seriado anterior Hands Up!, também interpretado por Ruth Roland. O seriado apresenta uma famosa cena de Ruth Roland subindo por uma escada de corda de um trem em movimento para um avião em pleno voo.

## Capítulos
1. The Sign of the Trident
2. The Red Man's Menace
3. A Strange Message
4. The Lost Trail
5. The Clash of the Clans
6. The Trap
7. The Mysterious Voyage
8. The Island of Terror
9. The Flaming Arrow
10. The Cave of Peril
11. Danger Rails
12. Win or Lose
13. Clash of the Clans
14. The Pivoted Rock
15. The Golden Pool